# Lasconotus fitzgibbonae
Lasconotus fitzgibbonae is een keversoort uit de familie somberkevers (Zopheridae). De wetenschappelijke naam van de soort werd in 2006 gepubliceerd door Kingsolver, Stephan & Moser.